# خوسيه ألفونسو بيزارو
خوسيه ألفونسو بيزارو (بالإسبانية: José Alfonso Pizarro)‏ هو جندي إسباني، ولد في 1689 في مرسية في إسبانيا، وتوفي في 1762 في مدريد في إسبانيا.